# Megola
Megola – niemiecka marka motocykli z napędem na przednie koło produkowanych w latach 1921-1925 w Monachium. Wyprodukowano około 2000 egzemplarzy.
Nazwa pochodzi od nazwisk konstruktorów i inwestorów: Hansa Meixnera, Fritza Gockerella i Otto Landgrafa.
Motocykl napędzany był silnikiem rotacyjnym umieszczonym w przednim kole. Silnik ten został skonstruowany przez Fritza Cockerella w zakładach Rapp Motorenwerke w Monachium. Pierwotnie był to trzycylindrowy silnik dwusuwowy. W 1919 zmieniono jego konstrukcję na czterosuwowy nazwany Pax. W 1920 zwiększono liczbę cylindrów do pięciu. Pierwotnie zainstalowany był w tylnym kole prototypu. Później silnik zainstalowano w przednim kole. Korpus silnika obraca się wraz z kołem. W modelach seryjnych moc silnika wynosiła od 10 do 14 KM. Model sportowy osiągał prędkość maksymalną do 130 km/h. Motocykl nie posiadał skrzyni biegów ani sprzęgła. Z tego powodu nie można było go całkowicie zatrzymać bez wyłączenia silnika. Uruchamianie odbywało się poprzez pchanie. Model turystyczny wyposażony był w zawieszenie tylnego koła.
Samonośne podwozie zbudowane było z nitowanych blach stalowych. Kierowca siedział na wygodnym fotelu z oparciem w modelu turystycznym lub typowym siodełku motocyklowym w modelu sportowym. 
W 1924 Toni Bauhofer na motocyklu Megola zdobył tytuł mistrzowski w klasie ponad 500 cm³ w Motocyklowych Mistrzostwach Niemiec.
W 1998 motocykl Megola był wystawiany w Muzeum Guggenheima w Nowym Jorku w ramach wystawy "The Art of Motorcycle".

## Linki zewnętrzne

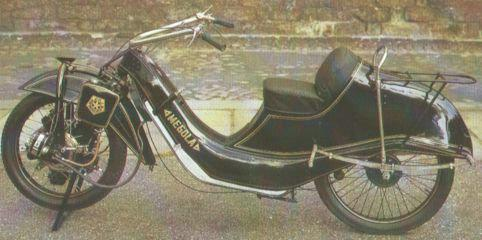
Model turystyczny

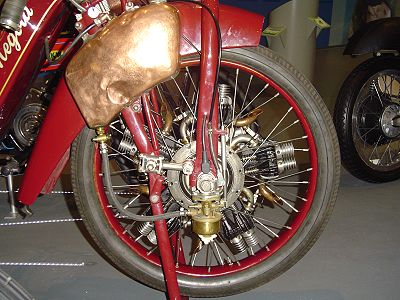
Silnik